# Michèle Einaudi
Pour les articles homonymes, voir Einaudi.
Michèle Einaudi, née le 26 juin 1953, est une femme politique française. Membre du Parti socialiste (PS), elle est sénatrice des Bouches-du-Rhône entre août et septembre 2020, succédant à Samia Ghali.

## Biographie
Petite-fille d’immigrés arrivés de San Damiano Macra, Michèle Einaudi est professeur émérite de l’université d’Aix-Marseille. Elle est engagée dans le milieu associatif et a dirigé l’université du temps libre de Marseille.
Membre du Parti socialiste depuis 1978, elle est conseillère municipale d’opposition à Aix-en-Provence de 2008 à 2020, ainsi que suppléante d’André Guinde lors des élections cantonales de 2011.
Figurant en troisième position sur la liste de Samia Ghali lors des élections sénatoriales de 2014 dans les Bouches-du-Rhône, elle devient sénatrice le 4 août 2020 en remplacement de cette dernière, devenue adjointe à la maire de Marseille, peu avant le scrutin sénatorial organisé la même année,, lors duquel elle est candidate en sixième position sur la liste d’union de la gauche dans les Bouches-du-Rhône. Elle n’est pas réélue, la liste sur laquelle elle figure obtenant 28 % des voix et trois des huit sièges à pourvoir dans le département, à égalité avec la droite.

## Décoration
Michèle Einaudi est nommée au grade de chevalier de l’ordre national du Mérite le 14 novembre 2013 au titre de « directrice d’une association dédiée à la culture et à la formation ; 41 ans de services ».